# Muerte de Jason Callahan
Jason Patrick Callahan (18 de abril de 1976 - 26 de junio de 1995), anteriormente conocido como Grateful Doe y Jason Doe, fue un joven estadounidense que murió en un accidente automovilístico el 26 de junio de 1995 en Emporia, condado de Greensville, Virginia. Su cuerpo permaneció sin identificar hasta el 9 de diciembre de 2015. A principios de 2015, aparecieron antiguas fotografías del joven en la página de Facebook sobre el John Doe. Posteriormente, las pruebas de ADN confirmaron que Callahan era el joven no identificado.

## Muerte
Callahan murió en un accidente de tráfico, junto con el conductor, Michael Hager, después de que la furgoneta Vanagon en la que viajaban se saliera de la carretera y se estrellara contra un par de árboles en la Ruta 58 Oeste de EE. UU. alrededor de la 1:30 p. m. del 26 de junio de 1995. Ninguno de los dos llevaba puesto el cinturón de seguridad, lo que probablemente contribuyó a la fatalidad de sus heridas ya que salieron despedidos del vehículo. En los bolsillos de Callahan se encontraron dos billetes de entrada para conciertos de Grateful Dead, un dólar con veinticinco centavos y un encendedor Bic amarillo. Se encontró una nota, según las fuentes, también en el bolsillo de Callahan o cerca del lugar del accidente, que decía: "Jason, lo siento, tuvimos que irnos, nos vemos, llámame al número 914-XXXX. Caroline T. y Caroline O. ¡¡Adiós!! !!". El número de teléfono que figuraba en la nota carecía de código de área y nunca condujo a ninguna pista adicional. El manuscrito también contenía un pequeño dibujo de una cara caricaturesca que algunos especulan podría ser de Jerry Garcia. Las entradas estaban fechadas el 24 de junio de 1995 y el 25 de junio de 1995, respectivamente; The Grateful Dead se presentaron en el Robert F. Kennedy Memorial Stadium de Washington D. C., en estas fechas. Las autoridades pudieron rastrear los billetes hasta un hombre de Pensilvania, pero resultó ser un revendedor de boletos y no recordaba los detalles de a quién se los vendió. Ninguna de las 'Caroline' pudo ser identificada y localizada jamás.

## Descripción física
Antes de ser identificado, se estimaba que el joven desconocido tenía entre quince y veintiún años; con ojos marrones y cabello largo y ondulado de color rubio oscuro que había sido teñido de un color rojizo. Tenía un pequeño tatuaje de una estrella en la parte superior de su brazo izquierdo y otro posible tatuaje, que estaba descolorido, en su brazo derecho, los cuales parecían haber sido ejecutados de manera amateur con tinta negra. Llevaba un collar de cuentas de colores y le habían perforado la oreja izquierda, pero no llevaba pendiente. Tenía una cicatriz en la espalda. Era caucásico, no tenía ningún trabajo dental aparente y sus dientes estaban bastante bien cuidados. En el momento del accidente, vestía una camiseta roja teñida de Grateful Dead, vaqueros Levi's, calcetines blancos y zapatillas deportivas Fila negras.

## Investigación

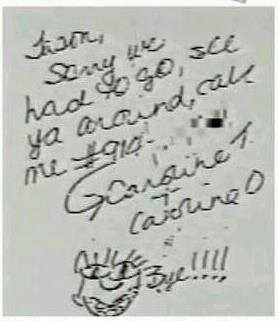
Nota escrita por "Caroline O." y "Caroline T."

El conductor del vehículo fue identificado como Michael E. Hager, de 21 años, quien pudo haber recogido a Callahan como autoestopista. Ninguno de los fallecidos tenía drogas o alcohol en el cuerpo y no hubo una causa externa discernible para el accidente, por lo que las autoridades plantearon la hipótesis de que Hager podría haberse quedado dormido al volante. Se ha sugerido que Hager pudo haber aceptado transportar a Callahan debido a sus estilos de vestimenta similares, ya que ambos parecían ser fans de The Grateful Dead. Las autoridades intentaron identificar a Callahan mediante el análisis de sus huellas dactilares con la ayuda de bases de datos nacionales, pero no tuvieron éxito.
Cuando fue entrevistada, la familia de Hager no pudo identificar al pasajero desconocido, que, según se informó, viajaba en la Volkswagen Vanagon de Hager cuando se detuvo para entregarle una carta a su padre en Williamsburg, Virginia. Sin embargo, un detective de la zona afirmó que esta afirmación no era exacta y que Hager estaba solo cuando se detuvo a visitar a su padre. Se especula que Callahan en realidad habría sido recogido entre Fairfax y Gloucester, Virginia. Hager se dirigía a Carolina del Sur.
Debido a la gravedad de las laceraciones en el rostro de Callahan, las fotografías mortuorias no se hicieron públicas, aunque más tarde se publicó una reconstrucción facial. En 2012, el Centro Nacional para Niños Desaparecidos y Explotados creó otra reconstrucción facial por ordenador. Se descartaron al menos 221 personas desaparecidas como posibles identidades de la víctima.

## Progresos e identificación
En 2015, surgieron fotografías de un joven que vestía ropa similar a la que usaba el entonces no identificado Callahan, y que tenía un gran parecido con las imágenes de la reconstrucción por ordenador. La persona en estas fotografías se llamaba Jason y se dijo que era fan de Grateful Dead. No se había sabido nada de él desde 1995 y había vivido tanto en Illinois como en Carolina del Sur. Aún no se había verificado si se trataba realmente del John Doe, ya que sus antiguos compañeros de cuarto y otros amigos, que publicaron las fotos, no recordaban el apellido de Jason. El New York Post y el BuzzFeed fueron algunos de los periódicos que cubrieron la historia.
En enero de 2015, las autoridades realizaron una prueba de ADN para ver si el desconocido era el mismo hombre que Jason Patrick Callahan, hijo de una mujer de 63 años de Carolina del Sur que no lo había visto ni sabía nada de él desde junio de 1995, cuando se fue de casa para "seguir a los Grateful Dead". Callahan, quien fue identificado como el joven de las fotografías, es descrito como un hombre blanco con cabello rubio oscuro ondulado y ojos marrones de entre 1,80 y 1,83 m de altura y un peso en torno a los 70 kg. que si estuviera vivo, tendría 38 años en ese momento. Su madre no había denunciado la desaparición hasta enero de 2015.
El teniente Joey Crosby, portavoz de la policía de Myrtle Beach, declaró que la madre de Callahan no presentó un informe a la policía debido a la naturaleza itinerante de los fans de Grateful Dead. "Ella intentó denunciarlo cuando él desapareció, pero no sabía a qué jurisdicción hacerlo", dijo. Los oficiales también lo desestimaron porque se trataba de una persona mayor de edad y todo sugería que era una desaparición voluntaria. La familia de Callahan también afirmó en 2015 que creían que se había ido a "vivir solo, en otro lugar".
Después de que las pruebas iniciales no resultaron concluyentes, pruebas de ADN adicionales confirmaron que el cuerpo era efectivamente el de Jason Callahan.